# Michał Bałucki

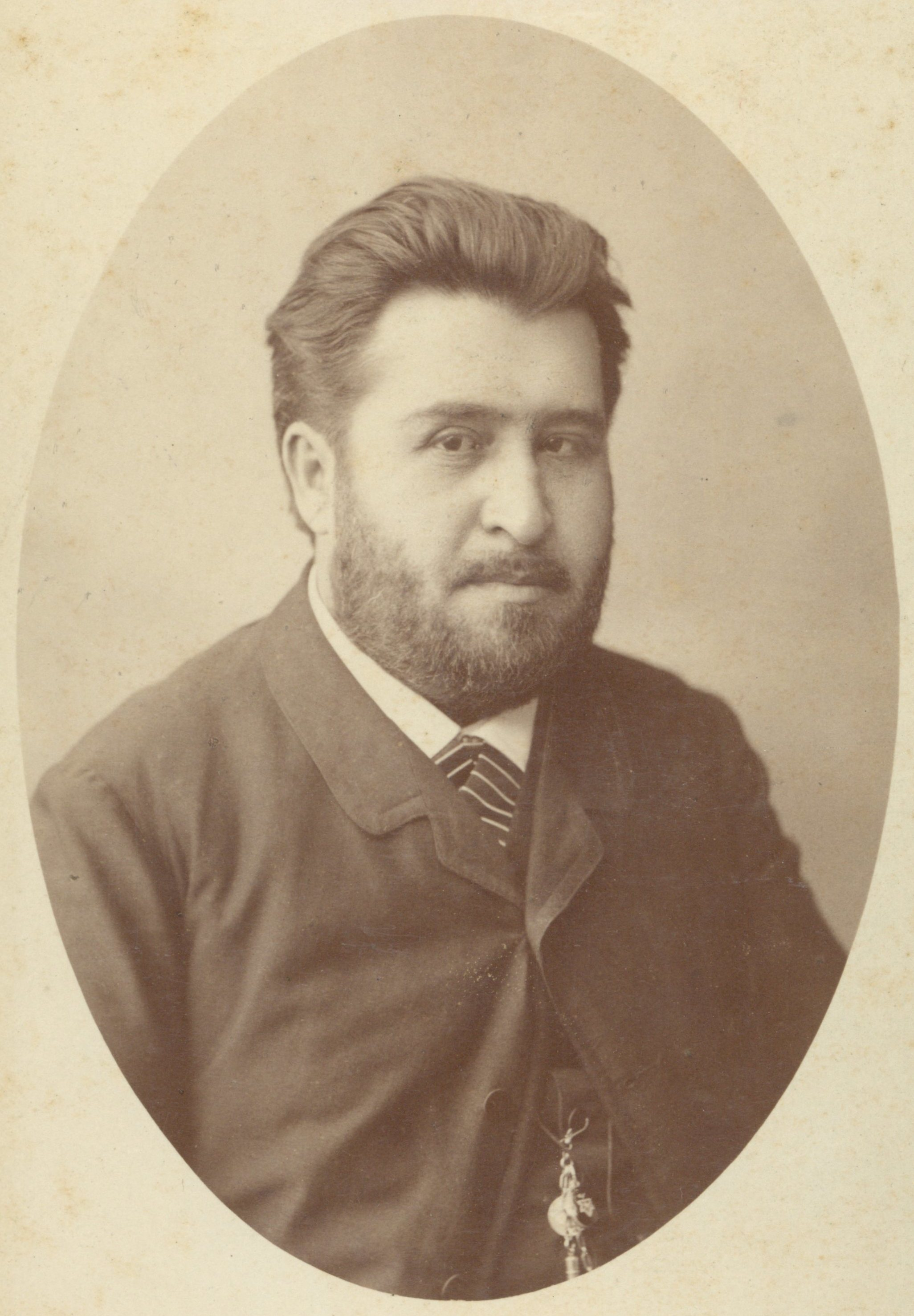
Michał Bałucki

Michał Bałucki (* 29. September 1837 in Krakau; † 17. Oktober 1901 ebenda) war ein polnischer Schriftsteller.
Nach dem Besuch der Barbara-Schule und des St.-Anna-Gymnasiums studierte Bałucki zunächst Mathematik und Physik, später Geschichte und Literatur an der Jagiellonen-Universität. Er gehörte zwischen 1857 und 1864 zu einer Schriftstellergruppe um Józef Szujski, Artur Grottger, Jan Matejko und Władysław Żeleński und debütierte selbst 1859 als Lyriker. Eine psychische Erkrankung unterbrach seine literarische Laufbahn, und er wirkte einige Zeit als Lehrer in Częstochowa.
Wegen konspirativer Tätigkeit in Galizien war er 1863–64 in Österreich in Haft. Nach seiner Entlassung ging er zunächst nach Warschau und kehrte dann nach Krakau zurück. Hier gab er 1867–68 das Frauenmagazin Kalina und 1869–1873 die Wochenzeitschrift Kraj heraus. Nach Romanen wie  Przebudzeni (1864), Młodzi i starzy (1866) und Życie wśród ruin (1870) reihte er sich mit Błyszczące nędze, Żydówka (1870) und seinem bedeutendsten Werk Pan burmistrz z Pipidówki (1887) in die Gruppe der Polnischen Positivisten ein. Daneben verfasste er Gedichte, Kurzgeschichten und eine regelmäßige Kolumne (Tygodnik krakowski) für die Zeitschrift Kraj.
Für seine Komödien, u. a. Polowanie na męża (1869), Radcy pana radcy (1871), Emancypowana (1873), Dom otwarty (1883) und Grube ryby (1881) wurde er von Kritikern als Propagandist einer bourgeoisen Ideologie angegriffen, seine Haltung wurde als Bałucczyzna (Bałuckiismus) verspottet. 1901 beging Bałucki in Krakau Selbstmord.